# Ozero Skrydljovo
Ozero Skrydljovo (ryska: Озеро Скрыдлёво) är en sjö i Belarus.   Den ligger i voblasten Vitsebsks voblast, i den nordöstra delen av landet, 200 km nordost om huvudstaden Minsk. Ozero Skrydljovo ligger 146 meter över havet. Arean är 0,56 kvadratkilometer.  Den sträcker sig 2,3 kilometer i nord-sydlig riktning, och 0,8 kilometer i öst-västlig riktning.
I omgivningarna runt Ozero Skrydljovo växer i huvudsak blandskog. Runt Ozero Skrydljovo är det ganska glesbefolkat, med 42 invånare per kvadratkilometer.